# Allomedeia prolata
Allomedeia prolata är en tvåvingeart som beskrevs av Julia J. Mlynarek och Wheeler 2010. Allomedeia prolata ingår i släktet Allomedeia och familjen fritflugor. Inga underarter finns listade i Catalogue of Life.